# Não Consultes Médico
Não Consultes Médico é uma peça teatral escrita por Machado de Assis em 1896. O título é tirado de um ditado grego mencionado na peça: "Não consultes médico, consulta alguém que tenha estado doente".

## Personagens
- D. Leocádia, tia de D. Adelaide;
- D. Carlota, filha de D. Leocádia;
- D. Adelaide, esposa de Magalhães;
- Cavalcante, amigo de Magalhães;
- Magalhães, funcionário do serviço diplomático.

## Enredo
D. Leocádia, uma velha casamenteira, se auto-intitula "médica" que cura as pessoas através do amor. Ela diz que curou o casal Magalhães e Adelaide casando-os. Agora deseja curar sua filha, Carlota, que sofre de desilusão amorosa. O casal recebe também o amigo Cavalcante, que também sofre dos males do coração. D. Leocádia pretende curar Cavalcante 'prescrevendo-lhe' um auto-exílio na China. Contudo, o homem acaba ficando sozinho com Carlota, e, conversando, descobrem que ambos têm o coração partido. Ao fim da peça, Cavalcante pede a mão da jovem.